# 最終回 (アルバム)
『最終回』（さいしゅうかい）は、日本の女性ポップシンガー・遠藤舞の1枚目かつラストアルバム。
2017年12月13日にbinyl recordsからリリース。全15曲収録。

## 背景・制作
元アイドリング!!!のリーダー・遠藤舞がソロ転向後、初めてリリースするアルバム。また、発売月をもっての年内引退を表明しているため、芸能活動11年の集大成的ラストアルバムと銘打っている。
本作には、これまでリリースしたシングル表題曲「Today is The Day」「MUJINA」「Baby Love」「溜息と不安の夜に」を収録。また、「モノクロ」をはじめ本人が作曲した作品や、ソロデビュー以降から録り溜めていた楽曲が主体となっている。
制作エピソード
楽曲「いつかの日々と今日の月」は2、3年前に録音したもので、「本来は再レコーディングした素材を収録するはずだったが、前回の出来を越えられなかった」と明かし、スペーシーなインスト曲「recorder〜de〜pieu」については、『ハードな曲を歌う気にはなれず、代わりにリコーダーを使いアドリブで吹いた。真剣にふざけた曲』だと説明している。

## カバー
自身はこれまで作品毎にカバー曲を採用しており、本作でも企画している。
「さよならの向う側」
国民的歌手・山口百恵のラストシングルとして有名な、阿木燿子・宇崎竜童 夫妻提供の楽曲。引退を意識した企画物は当曲のみと説明している。2017年8月末に先行配信。
「ヒマ」
シンガーソングライター・守屋里衣奈のデビューシングル。NOKKO・川村結花 提供の楽曲。
「Reborn」
自身がファンであると公言しているロックバンド「Syrup 16g」の4thアルバム『delayed』収録曲。2ndシングル「MUJINA」（Type-B）からの再収録。
「アイスコーヒー」
詩人・銀色夏生の詞を楽曲化するバンド・プロジェクト「銀色プレゼンツ」（原田晃）のシングル「輝き」のc/w曲。4thシングル「溜息と不安の夜に」（DVD付盤および mu-moショップ限定豪華盤）からのSpace Echo Mixバージョン。mu-moショップ限定盤のボーナストラック。

## リリース
アルバムは、通常盤・DVD付盤・mu-moショップ限定盤の3形態でリリース。DVD付盤はミュージック・ビデオを収録。mu-moショップ限定盤は完全受注生産のBOX仕様で、ボーナストラック、グッズ特典、直筆のメッセージカードなどが付属する。
特典企画
- mu-moショップ購入者のみ期間限定先着で、各形態に生写真（全3種の内1枚）が付属。

## プロモーション
楽曲のプロモーションで、以下のメディアに出演した。
配信番組
- レナのアイドル図鑑 バニラ味オンステージ (2017年9月21日、生放送ザテレビジョン)
- 小力の小部屋 (2017年10月4日、マシェバラ / FRESH!)

ラジオ番組
- Tresen 「サイプレス上野 よっしゃっしゃにゅーす」 (2017年12月3日、FMヨコハマ)
- ゆうがたパラダイス 「赤い公園 津野米咲のKOIKIなPOP ROCKパラダイス」 (2017年12月4日、NHK-FM)
- YOKOHAMA RADIO APARTMENT 「だめラジオ」 (2017年12月12日、FMヨコハマ)

イベント
- WHITE JAM×アスナルトレジャー 点灯式スペシャル (2017年11月17日、アスナル金山)

## ライブ・パフォーマンス
リリースを記念したミニライブ・インストアイベントが、以下の日時・場所で実施された。
アルバム「最終回」リリース記念イベント
- 2017年9月16日 モラージュ佐賀
- 2017年9月17日 タワーレコード福岡パルコ店
- 2017年9月23日 アーバンドック ららぽーと豊洲
- 2017年9月24日 イオンモール北戸田
- 2017年10月1日 上尾ショーサンプラザ
- 2017年10月7日 イオンモール徳島
- 2017年10月9日 富山フューチャーシティ・ファボーレ
- 2017年10月15日 盛岡駅ビル フェザン
- 2017年10月21日 イオンモール常滑
- 2017年11月5日 イオンモール土浦
- 2017年11月11日 タワーレコード渋谷店
- 2017年11月18日 イオンモールKYOTO
- 2017年11月23日 ラゾーナ川崎プラザ
- 2017年11月26日 タワーレコード町田店
- 2017年12月1日 ソフマップAKIBA④号店 アミューズメント館
- 2017年12月13日 HMV&BOOKS SHIBUYA

以下のイベントに出演し、収録曲をライブ披露。開催したワンマンライブが最後となった
- YURICALUKA FES (2017年10月20日、渋谷WWWX)
- TOYOSU SeaSide Fes Next '17 〜AUTUMN〜 (2017年10月28日、アーバンドック ららぽーと豊洲)
- フォンチー 27th anniversary birth 〜今年はスペシャルかも!？〜 1部 (2017年12月3日、渋谷ソングラインズ)
- 遠藤舞LAST LIVE -最終回- (2017年12月16日、南青山CAY)

## 収録トラック
| #         | タイトル                   | 作詞             | 作曲                   | 編曲           | 時間  |
| --------- | -------------------------- | ---------------- | ---------------------- | -------------- | ----- |
| 1.        | 「The first episode」      |                  | 遠藤舞                 |                | 0:37  |
| 2.        | 「Today is The Day」       | 小出祐介、嵐田光 | 小出祐介               |                | 4:59  |
| 3.        | 「Baby Love」              | オカモトショウ   | オカモトショウ         | OKAMOTO'S      | 3:12  |
| 4.        | 「モノクロ」               | ARAKI            | 遠藤舞                 | 清水武仁       | 3:35  |
| 5.        | 「ヒマ」                   | NOKKO            | 川村結花               | 高慶卓史       | 4:10  |
| 6.        | 「さよならの向う側」       | 阿木燿子         | 宇崎竜童               | 大坂孝之介     | 5:14  |
| 7.        | 「溜息と不安の夜に」       | 遠藤舞、片寄明人 | クボケンジ、片寄明人   | 宮川弾         | 4:30  |
| 8.        | 「いつかの日々と今日の月」 | ARAKI            | Cell No.9              |                | 5:35  |
| 9.        | 「透明な白」               | leonn            | mixakissa              | ats-（佐藤厚） | 3:41  |
| 10.       | 「MUJINA」                 | 津野米咲         | 津野米咲               | 津野米咲       | 3:51  |
| 11.       | 「recorder〜de〜pieu」     |                  | ats-                   | ats-           | 4:22  |
| 12.       | 「Reborn」                 | 五十嵐隆         | 五十嵐隆               | 大西克巳       | 6:01  |
| 13.       | 「キンモクセイ」           | 山本加津彦       | Hwang Hyun、山本加津彦 | 大西克巳       | 4:45  |
| 14.       | 「close your eyes」        | Shino            | Cell No.9              |                | 5:37  |
| 15.       | 「The last episode」       |                  | 遠藤舞                 |                | 2:14  |
| 合計時間: | 合計時間:                  | 合計時間:        | 合計時間:              | 合計時間:      | 62:30 |

| #   | タイトル                             | 作詞     | 作曲   | 編曲 |
| --- | ------------------------------------ | -------- | ------ | ---- |
| 16. | 「spring」                           |          |        |      |
| 17. | 「アイスコーヒー（Space Echo Mix）」 | 銀色夏生 | 原田晃 |      |
| 18. | 「ぐらんどふぃなーれ」               |          | 遠藤舞 |      |

| #  | タイトル                          | 作詞 | 作曲・編曲 | 時間 |
| -- | --------------------------------- | ---- | ---------- | ---- |
| 1. | 「Today is The Day」(Music Video) |      |            | 5:05 |
| 2. | 「MUJINA」(Music Video)           |      |            | 4:09 |
| 3. | 「Baby Love」(Music Video)        |      |            | 3:12 |
| 4. | 「溜息と不安の夜に」(Music Video) |      |            | 4:40 |
| 5. | 「アイスコーヒー」(Music Video)   |      |            | 4:23 |
| 6. | 「さよならの向う側」(Music Video) |      |            | 5:12 |
| 7. | 「キンモクセイ」(Music Video)     |      |            | 4:50 |

| #  | タイトル                            | 作詞 | 作曲・編曲 |
| -- | ----------------------------------- | ---- | ---------- |
| 8. | 「インタビュー & オフショット映像」 |      |            |